# Барон Гленторан
Барон Гленторан из Ballyalloly в графстве Даун — наследственный титул в системе Пэрства Соединённого королевства. Он был создан 8 июля 1939 года для юнионистского политика Герберта Диксона (1880—1950). Он был депутатом Палаты общин Великобритании от Белфаста Поттингера (1918—1922) и Восточного Белфаста (1922—1939), депутатом парламента Северной Ирландии от Белфаста Блумфилда (1929—1950), а также занимал должности парламентского секретаря министерства финансов Северной Ирландии (1921—1942) и министра сельского хозяйства Северной Ирландии (1941—1943). В 1950 году он также стал преемником своего старшего брата Томаса Диксона (1868—1950) в качестве 3-го баронета из Ballymenock. Его сын, Дэниэл Стюарт Томас Бингем Диксон, 2-й барон Гленторан (1912—1995), также был политиком и последним спикером Сената Северной Ирландии. Он заседал в парламенте Северной Ирландии от Белфаста Блумфилда (1950—1961), занимал должности министра торговли и производства Северной Ирландии (1953—1961) и лорда-лейтенанта Белфаста (1950—1985).
По состоянию на 2024 год носителем титула являлся сын последнего, Томас Робин Валериан Диксон, 3-й барон Гленторан (род. 1935), который стал преемником своего отца в 1995 году. Робин Диксон был олимпийским медалистом по бобслею, военным, бизнесменом и политиком. Лорд Гленторан — один из девяноста избранных наследственных пэров, которые остались в Палате лордов после принятия Акта Палаты лордов 1999 года, он сидел на скамье консерваторов.
Титул баронета Диксона из Баллименока в графстве Антрим (Баронетство Соединённого королевства) был создан 7 октября 1903 года для Дэниэла Диксона (1844—1907). Он занимал должности лорда-мэра Белфаста (1892—1893, 1901—1904, 1905—1907) и заседал в Палате общин Великобритании от Северного Белфаста (1905—1907). Его старший сын, сэр Томас Диксон, 2-й баронет (1868—1950), был членом Сената Северной Ирландии и служил в качестве лорда-лейтенанта Белфаста (1924—1950). После его смерти в 1950 году титул перешел к его младшему брату, вышеупомянутому Герберту Диксону (1880—1950), который в 1939 году был возведен в пэрское звание в качестве барона Гленторана.
Семейная резиденция — Drumadarragh House в окрестностях Балликлэр в графстве Антрим.

## Баронеты Диксон из Баллименока (1903)
- 1903—1907: Сэр Дэниэл Диксон, 1-й баронет (28 марта 1844 — 10 марта 1907), сын Томаса Диксона (1805—1868)[1];
- 1907—1950: Сэр Томас Диксон, 2-й баронет (29 мая 1868 — 10 мая 1950), единственный сын предыдущего от первого брака[2];
- 1950—1950: Сэр Герберт Диксон, 3-й баронет (23 января 1880 — 20 июля 1950), третий сын сэра Дэниэла Диксона, 1-го баронета, от второго брака, сводный брат предыдущего, барон Гленторан с 1939 год[3]а.

## Бароны Гленторан (1939)
- 1939—1950: Герберт Диксон, 1-й барон Гленторан (23 января 1880 — 20 июля 1950), четвертый сын сэра Дэниэла Диксона, 1-го баронета (1844—1907)[3];
- 1950—1995: Полковник Дэниэл Стюарт Томас Бингем Диксон, 2-й барон Гленторан (19 января 1912 — 22 июля 1995), единственный сын предыдущего[4];
- 1995 — настоящее время: Майор Томас Робин Валериан Диксон, 3-й барон Гленторан (род. 21 апреля 1935), старший сын предыдущего[5];
  - Наследник титула: достопочтенный Дэниэл Джорджа Диксона (род. 26 июля 1959), старший сын предыдущего[6];
    - Наследник наследника: Энтони Томас Диксон (род. 1987), старший сын предыдущего[7].